# Norwood (Wisconsin)
Norwood es un pueblo ubicado en el condado de Langlade en el estado estadounidense de Wisconsin. En el censo de 2010 tenía una población de 913 habitantes y una densidad poblacional de 9,76 personas por km².

## Geografía
Norwood se encuentra ubicado en las coordenadas 45°4′40″N 89°2′21″O / 45.07778, -89.03917. Según la Oficina del Censo de los Estados Unidos, Norwood tiene una superficie total de 93.57 km², de la cual 92.13 km² corresponden a tierra firme y (1.54%) 1.45 km² es agua.

## Demografía
Según el censo de 2010, había 913 personas residiendo en Norwood. La densidad de población era de 9,76 hab./km². De los 913 habitantes, Norwood estaba compuesto por el 97.26% blancos, el 0.22% eran afroamericanos, el 1.1% eran amerindios, el 0.11% eran asiáticos, el 0% eran isleños del Pacífico, el 0.55% eran de otras razas y el 0.77% pertenecían a dos o más razas. Del total de la población el 1.31% eran hispanos o latinos de cualquier raza.